# Joaquim Tintoré Subirana
Joaquim Tintoré Subirana (1962) és un físic i oceanògraf català.
El 1988 es doctorà en ciències físiques (especialitzat en oceanografia) i des de 1989 treballa com a professor de recerca del Consell Superior d'Investigacions Científiques. De 1996 a 1999 fou subdirector del Comitè Marí Europeu de la European Science Foundation i de 2002 a 2003 fou membre del Comitè Científic Assessor per l'estudi del desastre del Prestige. De 1999 a 2008 fou director de l'Institut Mediterrani d'Estudis Avançats (IMEDEA) i des del 2008 ho és del Sistema d'Observació i Predicció Costaner de les Illes Balears. En 2006 també fou nomenat coordinador del CSIC a les Illes Balears.
El seu treball científic s'ha centrat en la comprensió del medi ambient marí i la gestió sostenible de les zones costes. L'any 2003 va rebre el Premi Nacional d'Investigació Alejandro Malaspina de Ciències i Tecnologia dels Recursos Naturals.

## Obres
- Mesoscale dynamics and vertical motion in the Alborán sea amb D. Gomis, S. Alonso, G. Parrilla, 1991: "Journal of Physical Oceanography", vol 21, n 6, 811-823[6]
- Quasi-synoptic mesoscale variability in the Balearic Seaamb Pinot, D. Gomis, 1994: "Deep Sea Research"., vol. 41, n.5/6, pp 897-914.
- Effect of topographic stress on the circulation in the Western Mediterranean amb Alvarez, G. Holloway, J. Beckers, 1994: "Journal of Physical Oceanography", vol 99, nC8, pp.16.053- 16.064.
- Multivariate analysis of the surface circulation in the Balearic Sea amb Pinot, D. Gomis, 1995: "Progress in Oceanography", vol. 36, 343-376.
- Circulation in the Alborán Sea as determined by quasi-synoptic hydrographic observations. Part 1. Three-dimensional structure of the two anticycl. gyres amb Viúdez, R. Haney, 1996: "Journal of Physical Oceanography", vol. 26, No5, May, 684- 705.
- Flow modification and shelf/slope exchange induced by submarine canyon off the northeast spanish coast amb Alvarez, A. Sabatés, 1996: "Journal of Physical Oceanography", vol. 101, N C5, May, p.12043- 12055.
- Noise-sustained currents in quasi-geostrophic turbulence over topography amb Alvarez, E. Hernández, 1997: "Physica A (Statistical and Theoretical Physics)", vol. 247, p. 312-326
- Stochastic resonance in the ocean thermohaline circulation amb Velez, A. Alvarez, P. Colet, R. Haney: "Journal of Climate" (submitted)